# Besos al aire
Besos al aire (prt: Beijos no Ar; bra: Amar à Distância) é uma minissérie de televisão espanhola criada por Aitor Gabilondo, escrita por Darío Madrona e dirigida por Iñaki Mercero. A minissérie em duas partes foi lançada como Star Original no Disney+ via Star em 26 de março de 2021 na Espanha. A série estreou no Reino Unido e Irlanda no Disney+ em 11 de agosto de 2021.

## Premissa
Apresentando a pandemia de COVID-19 como pano de fundo, a ficção (apresentada como "comédia romântica" ou "comédia dramática") segue uma série de histórias de amor inicialmente não relacionadas desenvolvidas durante o confinamento.
Parte da ficção acontece no mesmo hospital fictício (Los Arcos) onde a série Madres se passa.

## Elenco
- Paco León como Javi[8]
- Leonor Watling como Dr. Cabanas[8]
- Nuria Herrero como Berta[8]
- José Ángel Egido como Fidel[8]
- Gloria Muñoz como Dolores[8]
- Zoe Stein como Celeste[8]
- Nancho Novo como Pedro[8]
- Gracia Olayo como Diana[8]
- María León como Nines[8]
- David Castillo como Nacho[8]
- Mariam Hernández como Luisa[8]
- Jaime Olías como Claudio[8]
- Loreto Mauleón como Elena[8]

## Lançamento
| Temporada | Temporada | Episódios | Episódios | Originalmente exibido | Originalmente exibido | Originalmente exibido | Ref.        |
| Temporada | Temporada | Episódios | Episódios | Estreia da temporada  | Final da temporada    | Emissora              | Ref.        |
| --------- | --------- | --------- | --------- | --------------------- | --------------------- | --------------------- | ----------- |
|           | 1         | 2         | 2         | 26 março 2021         | 2 abril 2021          | Star                  | [ 6 ] [ 9 ] |

## Produção
Criada por Aitor Gabilondo, escrito por Darío Madrona e dirigido por Iñaki Mercero, Besos al aire foi produzida pela Mediaset España em colaboração com Alea Media, tendo o Grupo Mediterráneo Mediaset España como distribuidor. A minissérie, que consiste em dois episódios de 80 minutos, estreou no Star do Disney+ em 26 de março de 2021, com a segunda parte agendada para 2 de abril de 2021. A plataforma recebeu exclusividade de conteúdo de 9 meses.